# Jos Huigsloot
Jozef Gerardus (Jos) Huigsloot (Woubrugge, 29 augustus 1931 – Uithoorn, 15 oktober 1998) was een Nederlands politicus van de KVP en later het CDA.
Rond zijn tweede verhuisde het gezin naar Leiden waar zijn vader bij de PTT werkte. Hij bracht in Leiden zijn jeugd door en vertrok in 1956 naar Zuid-Afrika. In 1960 keerde hij terug naar Nederland en kort daarop ging hij in Voorhout wonen. Twee jaar later werd hij daar met voorkeurstemmen gekozen in de gemeenteraad. Vanaf 1966 was hij daar naast gemeenteraadslid ook wethouder en daarnaast was hij sales manager bij onder meer bij bedrijven in koelinstallaties en liften. Vanaf 1970 namen de ARP, CHU en KVP in Voorhout deel aan de gemeenteraadsverkiezingen met een gezamenlijke lijst genaamd Combinatie Christelijke Partijen (CCP) waar Huigsloot namens de KVP in zat. Daarmee liepen ze vooruit op de vorming van het CDA. Nadat burgemeester G.A. Stolwijk in Monster benoemd was nam Huigsloot als locoburgemeester diens functie tijdelijk waar tot Thieu van de Wouw daar tot burgemeester benoemd werd. In die periode ontstond bij hem het plan om burgemeester van een kleine gemeente te worden. Begin 1982 werd hij de directeur van de jeugdherberg en conferentiecentrum Ockenburg in Den Haag en later dat jaar kwam na 16 jaar een einde aan zijn wethouderschap en volgde zijn benoeming tot burgemeester van Zevenhoven. Op 1 januari 1991 ging die gemeente op in de nieuwe gemeente Liemeer (tot 1994 nog officieel 'gemeente Nieuwveen') waarvan hij de burgemeester werd. Medio 1993 kwam een einde aan zijn burgemeesterschap waarna Huigsloot naar Uithoorn verhuisde. In die woonplaats overleed hij eind 1998 op 67-jarige leeftijd.